# Irfan Smajlagić
Irfan Smajlagić, jugoslovanski (hrvaški) rokometaš, * 16. oktober 1961, Banja Luka.
Leta 1988 je na poletnih olimpijskih igrah v Seulu v sestavi jugoslovanske rokometne reprezentance osvojil bronasto olimpijsko medaljo.
Čez osem let je s hrvaško reprezentanco osvojil zlato olimpijsko medaljo.